# Canton du Mans-Nord-Campagne
Le canton de Mans-Nord-Campagne est une ancienne division administrative française située dans le département de la Sarthe et la région Pays de la Loire.

## Histoire
Canton créé en 1982 (décret du 2 février 1982).

## Représentation
| Période                                  | Période | Identité                    | Étiquette | Qualité                                                                                    |
| ---------------------------------------- | ------- | --------------------------- | --------- | ------------------------------------------------------------------------------------------ |
| 1982                                     | 1998    | Georges Bollengier-Stragier | UDF       | Médecin, maire de Coulaines                                                                |
| 1998                                     | 2015    | Christophe Rouillon         | PS        | Fonctionnaire, maire de Coulaines (à partir de 2001), élu en 2015 dans le canton du Mans-4 |
| Les données manquantes sont à compléter. |         |                             |           |                                                                                            |

Le canton participe à l'élection du député de la cinquième circonscription de la Sarthe.

### Conseillers généraux de l'ancien canton du Mans-Nord (de 1967 à 1982)
| Période | Période | Identité                    | Étiquette       | Qualité                     |
| ------- | ------- | --------------------------- | --------------- | --------------------------- |
| 1967    | 1982    | Georges Bollengier-Stragier | DVD puis UDF-PR | Médecin, maire de Coulaines |

Georges Bollengier-Stragier a été nommé conseiller général honoraire du canton par arrêté préfectoral du 7 janvier 2003.

## Composition
Le canton du Mans-Nord-Campagne regroupait quatre communes, dont une partie du Mans, et comptait 21 640 habitants en 2012 (population municipale). La partie du Mans comprise dans ce canton était déterminée « à l'ouest, par la Sarthe (jusqu'à la rue Poitevin) ; au sud, par l'axe des voies ci-après : rue Poitevin (jusqu'à la rue Saint-Barbe), rue Saint-Barbe, rue Henri-Delagenière (jusqu'à la place Saint-Vincent), rue Robert-Triguer, avenue de Paderborn (jusqu'à la place de la Croix-de-Pierre), rue des Maillets, rue des Victimes-du-Nazisme, rue d'Isaac (jusqu'au parc de Brindenier), rue de l'Osier (jusqu'à la route de Bonnétable) et boulevard du Docteur-Zamenhof jusqu'à la rue des Bruyères, chemin rural no 59 ».
Liste des communes :
- Coulaines ;
- Le Mans (fraction) ;
- Neuville-sur-Sarthe ;
- Saint-Pavace.

À la suite du redécoupage des cantons pour 2015, les communes de Neuville-sur-Sarthe et Saint-Pavace sont rattachées au canton de Bonnétable, la commune de Coulaines à celui du Mans-4 et la commune du Mans est répartie entre sept cantons (Le Mans-1 à Le Mans-7). La plus grande partie du Mans du canton du Mans-Nord-Campagne est intégrée au canton du Mans-4, une partie plus petite, comprise entre la rue Henri-Delagenièree st l'avenue de Paderborn, est intégrée au canton du Mans-3.
La commune de Montreuil-sur-Sarthe, absorbée en 1809 par Neuville-sur-Sarthe, était la seule commune supprimée, depuis la création des communes sous la Révolution, incluse dans le territoire du canton du Mans-Nord-Campagne.

## Démographie
| 1982 | 1990   | 1999   | 2006   | 2011   | 2012   |
| ---- | ------ | ------ | ------ | ------ | ------ |
| -    | 20 030 | 20 435 | 20 149 | 21 247 | 21 640 |